# Fayette City
Fayette City est un borough situé au centre du comté de Fayette, en Pennsylvanie, aux États-Unis,. En 2010, il comptait une population de 596 habitants.  Il est incorporé en décembre 1847.

## Démographie
Lors du recensement de 2010, le borough comptait une population de 596 habitants. Elle est estimée, en 2019, à 547 habitants.

### Source de la traduction
- (en) Cet article est partiellement ou en totalité issu de l’article de Wikipédia en anglais intitulé « Fayette City, Pennsylvania » (voir la liste des auteurs).